# Nikołaj Biełow (geochemik)
Nikołaj Wasiljewicz Biełow (ros. Николай Васильевич Белов, ur. 14 grudnia 1891 w Janowie Lubelskim, zm. 6 marca 1982 w Moskwie) – rosyjski krystalograf, geochemik.

## Życiorys
W 1910 ukończył ze złotym medalem męskie gimnazjum w Warszawie i podjął studia na Wydziale Chemicznym Petersburskiego Instytutu Politechnicznego, w latach 1917–1924 mieszkał w Owruczu, gdzie ukończył instytut i zaczął pracować, później wrócił do Leningradu, gdzie pracował w laboratorium chemicznym, a 1928-1933 kierował laboratorium chemicznym instytutu. Od 1933 pracował w Łomonosowski Instytucie Geochemii, Mineralogii i Krystalografii Akademii Nauk ZSRR, w 1935 przeniósł się do Moskwy, gdzie od 1937 pracował w Laboratorium Krystalografii Akademii Nauk ZSRR jako starszy specjalista, starszy pracownik naukowy, a od 1938 kierownik laboratorium, 1941–1943 pracował w laboratorium w obwodzie swierdłowskim w ewakuacji. W latach 1944–1946 kierował działem Laboratorium Krystalografii Akademii Nauk ZSRR, 1944–1960 kierował wydziałem, a od 1960 do końca życia laboratorium w Instytucie Krystalografii im. Szubnikowa Akademii Nauk ZSRR, jednocześnie od 1953 był profesorem katedry krystalografii i krystalochemii Wydziału Geologicznego Moskiewskiego Uniwersytetu Państwowego im. Łomonosowa jako akademik Akademii Nauk ZSRR, a od 1961 do końca życia kierownikiem tej katedry. Od 1954 był członkiem Komitetu Wykonawczego, 1957–1963 wiceprezydentem, a 1966–1969 prezydentem Międzynarodowej Unii Krystalografii. W 1975 został doktorem honoris causa Uniwersytetu Wrocławskiego, a w 1977 członkiem zagranicznym PAN. Specjalizował się w dziedzinie analizy rentgenostrukturalnej. Napisał ponad 1500 prac naukowych, głównie na temat struktur krzemianów, teorii najgęstszych ułożeń kul, teorii wielościanów koordynacyjnych, teorii sieci Bravais'go i grup przestrzennych Fiodorowa-Schoenfliesa, również tzw. wielobarwnych grup przestrzennych. W 1956 ukazał się polski przekład jego pracy Krystalografia strukturalna. Został pochowany na Cmentarzu Kuncewskim.

## Odznaczenia i nagrody
- Złoty Medal „Sierp i Młot” Bohatera Pracy Socjalistycznej (13 marca 1969)
- Order Lenina (czterokrotnie – 12 grudnia 1961, 13 marca 1969, 14 grudnia 1971 i 11 grudnia 1981)
- Order Rewolucji Październikowej (17 września 1975)
- Order Czerwonego Sztandaru Pracy (19 września 1953)
- Nagroda Stalinowska I klasy (1952)
- Nagroda Leninowska (1974)
- Medal „Za obronę Moskwy” (1944)
- Medal „Za ofiarną pracę w Wielkiej Wojnie Ojczyźnianej 1941–1945” (1946)
- Medal jubileuszowy „W upamiętnieniu 100-lecia urodzin Władimira Iljicza Lenina” (1970)
- Medal „Za pracowniczą dzielność” (28 października 1970)
- Medal „W upamiętnieniu 800-lecia Moskwy” (1948)
- Nagroda im. Fiodorowa Akademii Nauk ZSRR (1948)
- Złoty Medal im. Łomonosowa Akademii Nauk ZSRR (1965)